# Coppa panamericana femminile under 23 di pallavolo 2016
La Coppa panamericana femminile under 23 di pallavolo 2016, 3ª edizione dell'omonima competizione femminile di pallavolo, si è svolta dal 19 al 25 settembre 2016 a Lima e San Vicente de Cañete, in Perù: al torneo hanno partecipato sei squadre nazionali under 23 nordamericane e sudamericane e la vittoria finale è andata per la terza volta consecutiva alla Rep. Dominicana.

## Impianti
|                                                                          |                                                                                       |  |
|                                                                          |                                                                                       |  |
| Coliseo Manuel Bonilla Città: Lima Capienza: 3 000 Anno d'apertura: 1995 | Coliseo Cerrado de Cañete Città: San Vicente de Cañete Capienza: - Anno d'apertura: - |  |

## Regolamento

### Formula
Le squadre hanno disputato un round-robin; al termine del round-robin:
- Le prime quattro classificate hanno acceduto alla fase finale per il primo posto, strutturata in semifinali, finale per il terzo posto e finale, venendo accoppiate col metodo della serpentina.
- La quinta e la sesta classificata hanno acceduto alla finale per il quinto posto.

### Criteri di classifica
Se il risultato finale è stato di 3-0 sono stati assegnati 5 punti alla squadra vincente e 0 a quella sconfitta, se il risultato finale è stato di 3-1 sono stati assegnati 4 punti alla squadra vincente e 1 a quella sconfitta, se il risultato finale è stato di 3-2 sono stati assegnati 3 punti alla squadra vincente e 2 a quella sconfitta.
L'ordine del posizionamento in classifica è stato definito in base a:
- Numero di partite vinte;
- Punti;
- Ratio dei set vinti/persi;
- Ratio dei punti realizzati/subiti;
- Risultati degli scontri diretti.

## Squadre partecipanti
| Squadra           | Qualificazione      | Ultima partecipazione |
| ----------------- | ------------------- | --------------------- |
| Argentina         | -                   | Perù 2014             |
| Costa Rica        | -                   | Perù 2014             |
| Cuba              | -                   | Perù 2014             |
| Perù              | Paese organizzatore | Perù 2014             |
| Rep. Dominicana   | -                   | Perù 2014             |
| Trinidad e Tobago | -                   | Perù 2014             |

## Torneo

### Round-robin

#### Risultati
| 19 settembre 2016 Coliseo Manuel Bonilla, Lima Durata: 1h:02 - Spettatori: 200   | Rep. Dominicana   | 3 - 0 | Trinidad e Tobago | 25-13, 25-9, 25-8                 |
| 19 settembre 2016 Coliseo Manuel Bonilla, Lima Durata: 1h:32 - Spettatori: 300   | Cuba              | 1 - 3 | Argentina         | 21-25, 25-18, 18-25, 22-25        |
| 19 settembre 2016 Coliseo Manuel Bonilla, Lima Durata: 1h:05 - Spettatori: 500   | Perù              | 3 - 0 | Costa Rica        | 25-11, 25-13, 25-11               |
| 20 settembre 2016 Coliseo Manuel Bonilla, Lima Durata: 1h:07 - Spettatori: 100   | Costa Rica        | 0 - 3 | Cuba              | 20-25, 17-25, 18-25               |
| 20 settembre 2016 Coliseo Manuel Bonilla, Lima Durata: 1h:56 - Spettatori: 500   | Rep. Dominicana   | 1 - 3 | Argentina         | 25-21, 17-25, 27-29, 22-25        |
| 20 settembre 2016 Coliseo Manuel Bonilla, Lima Durata: 1h:01 - Spettatori: 650   | Perù              | 3 - 0 | Trinidad e Tobago | 25-11, 25-6, 25-7                 |
| 21 settembre 2016 Coliseo Manuel Bonilla, Lima Durata: 1h:32 - Spettatori: 300   | Trinidad e Tobago | 1 - 3 | Costa Rica        | 13-25, 16-25, 25-20, 20-25        |
| 21 settembre 2016 Coliseo Manuel Bonilla, Lima Durata: 1h:14 - Spettatori: 300   | Rep. Dominicana   | 3 - 0 | Cuba              | 25-21, 25-18, 25-19               |
| 21 settembre 2016 Coliseo Manuel Bonilla, Lima Durata: 2h:20 - Spettatori: 1 500 | Perù              | 3 - 0 | Argentina         | 17-25, 26-24, 23-25, 27-25, 17-15 |
| 22 settembre 2016 Coliseo Manuel Bonilla, Lima Durata: 0h:50 - Spettatori: 50    | Argentina         | 3 - 0 | Trinidad e Tobago | 25-12, 25-4, 25-6                 |
| 22 settembre 2016 Coliseo Manuel Bonilla, Lima Durata: 0h:52 - Spettatori: 300   | Costa Rica        | 0 - 3 | Rep. Dominicana   | 11-25, 5-25, 11-25                |
| 22 settembre 2016 Coliseo Manuel Bonilla, Lima Durata: 2h:07 - Spettatori: 2 000 | Perù              | 3 - 2 | Cuba              | 22-25, 22-25, 25-22, 25-15, 18-16 |
| 23 settembre 2016 Coliseo Manuel Bonilla, Lima Durata: 0h:54 - Spettatori: 200   | Costa Rica        | 0 - 3 | Argentina         | 7-25, 16-25, 11-25                |
| 23 settembre 2016 Coliseo Manuel Bonilla, Lima Durata: 0h:59 - Spettatori: 600   | Trinidad e Tobago | 0 - 3 | Cuba              | 11-25, 9-25, 12-25                |
| 23 settembre 2016 Coliseo Manuel Bonilla, Lima Durata: 1h:20 - Spettatori: 2 000 | Perù              | 0 - 3 | Rep. Dominicana   | 21-25, 17-25, 17-25               |

#### Classifica
| Pos | Squadra           | Pt | G | V | P | SV | SP | Ratio | PF  | PS  | Ratio |
| --- | ----------------- | -- | - | - | - | -- | -- | ----- | --- | --- | ----- |
| 1   | Rep. Dominicana   | 21 | 5 | 4 | 1 | 13 | 3  | 4,333 | 391 | 270 | 1,448 |
| 2   | Argentina         | 20 | 5 | 4 | 1 | 14 | 5  | 2,800 | 457 | 343 | 1,332 |
| 3   | Perù              | 16 | 5 | 4 | 1 | 12 | 7  | 1,714 | 427 | 351 | 1,216 |
| 4   | Cuba              | 13 | 5 | 2 | 3 | 9  | 9  | 1,000 | 397 | 367 | 1,081 |
| 5   | Costa Rica        | 4  | 5 | 1 | 4 | 3  | 13 | 0,230 | 246 | 374 | 0,657 |
| 6   | Trinidad e Tobago | 1  | 5 | 0 | 0 | 1  | 15 | 0,066 | 182 | 395 | 0,460 |

### Fase finale
|  | Semifinali | Semifinali      | Semifinali |                 |   | Finale          | Finale    | Finale |
|  |            |                 |            |                 |   |                 |           |        |
|  | 1          | Rep. Dominicana | 3          |                 |   |                 |           |        |
|  | 1          | Rep. Dominicana | 3          |                 |   |                 |           |        |
|  | 4          | Cuba            | 0          |                 |   |                 |           |        |
|  | 4          | Cuba            | 0          |                 | 1 | Rep. Dominicana | 3         |        |
|  |            |                 |            |                 | 1 | Rep. Dominicana | 3         |        |
|  |            |                 |            |                 |   | 2               | Argentina | 0      |
|  | 2          | Argentina       | 3          |                 |   | 2               | Argentina | 0      |
|  | 2          | Argentina       | 3          |                 |   |                 |           |        |
|  | 3          | Perù            | 1          |                 |   |                 |           |        |
|  | 3          | Perù            | 1          | Finale 3° posto |   |                 |           |        |
|  |            |                 |            |                 |   |                 |           |        |
|  |            |                 |            |                 |   | 4               | Cuba      | 3      |
|  |            |                 |            |                 |   | 4               | Cuba      | 3      |
|  |            |                 |            |                 |   | 3               | Perù      | 2      |

#### Semifinali
| 24 settembre 2016 Coliseo Cerrado de Cañete, San Vicente de Cañete Durata: 1h:52 - Spettatori: 5 500 | Argentina       | 3 - 1 | Perù | 26-28, 25-21, 25-20, 25-20 |
| 24 settembre 2016 Coliseo Cerrado de Cañete, San Vicente de Cañete Durata: 1h:10 - Spettatori: 4 000 | Rep. Dominicana | 3 - 0 | Cuba | 25-17, 25-20, 25-20        |

#### Finale 5º posto
| 24 settembre 2016 Coliseo Cerrado de Cañete, San Vicente de Cañete Durata: 1h:12 - Spettatori: 3 250 | Costa Rica | 3 - 0 | Trinidad e Tobago | 25-23, 25-16, 25-14 |

#### Finale 3º posto
| 25 settembre 2016 Coliseo Cerrado de Cañete, San Vicente de Cañete Durata: 1h:45 - Spettatori: 5 000 | Perù | 2 - 3 | Cuba | 14-25, 19-25, 25-16, 25-12, 8-15 |

#### Finale
| 25 settembre 2016 Coliseo Cerrado de Cañete, San Vicente de Cañete Durata: 1h:13 - Spettatori: 4 000 | Argentina | 0 - 3 | Rep. Dominicana | 21-25, 19-25, 19-25 |

## Classifica finale
| Pos     | Squadra           | Rosa |
| ------- | ----------------- | --- |
| Oro     | Rep. Dominicana   | Formazione: 1 J. Martínez, 2 Fernández, 3 Ga. González, 6 Jorge, 8 N. Martínez, 9 Hinojosa, 11 Ge. González, 12 Guillén, 14 Pérez, 16 Peralta, 17 L. Martínez, 18 de la Rosa, 19 Rosario, 20 B. Martínez, CT: Pacheco |
| Argento | Argentina         | Formazione: 1 Rodríguez, 2 Frangella, 3 Moriondo, 5 Hiruela, 7 Benítez, 8 Piccolo, 9 Guastavino, 10 Bulaich, 11 Fortuna, 12 Verasio, 14 Herrera, 16 Fabiani, CT: Orduna                                               |
| Bronzo  | Cuba              | Formazione: 1 Palma, 3 Vicet, 5 Suárez, 7 Hernández, 8 Pérez, 9 Luis, 11 Moreno, 12 Cesé, 13 Herrera, 15 Massip, 16 Diáz, 17 Casanova, CT: García                                                                     |
| 4       | Perù              | Formazione: 1 de la Peña, 2 Palma, 4 Machado, 5 Almeida, 6 L. Leyva, 7 Magallanes, 8 Frías, 9 Regalado, 11 Montes, 12 Á. Leyva, 14 Urrutia, 15 Villegas, 16 Takeda, 18 Gómez, CT: Marasciulo                          |
| 5       | Costa Rica        | Formazione: 2 Hernández, 3 Monge, 6 González, 7 Montero, 9 Solis, 15 Carazo, 16 Obando, 17 Alfaro, 20 Campos, 21 Castro, 22 Morales, 23 Vargas, CT: Godínez                                                           |
| 6       | Trinidad e Tobago | Formazione: 1 Floyd, 3 Commissiong, 4 Gonzales, 5 Chin Choy, 6 Mitchell, 7 Davidson, 8 Alexis, 9 De Mille, 11 Dickson, 14 Wallace, 16 Leon, 19 Sutherland, CT: Drakes                                                 |

|  |  |  | Qualificate al campionato mondiale 2017 |

## Premi individuali
| Premio                 | Nome               | Squadra         |
| ---------------------- | ------------------ | --------------- |
| MVP                    | Brayelin Martínez  | Rep. Dominicana |
| Miglior realizzatrice  | Ángela Leyva       | Perù            |
| Miglior servizio       | Diaris Pérez       | Cuba            |
| Miglior difesa         | Winifer Fernández  | Rep. Dominicana |
| Miglior ricevitrice    | Sol Piccolo        | Argentina       |
| Miglior palleggiatrice | Gretell Moreno     | Cuba            |
| Miglior opposto        | Daniela Bulaich    | Argentina       |
| Miglior schiacciatrice | Ángela Leyva       | Perù            |
| Miglior schiacciatrice | Brayelin Martínez  | Rep. Dominicana |
| Miglior centrale       | Candelaria Herrera | Argentina       |
| Miglior centrale       | Yelennis Díaz      | Cuba            |
| Miglior libero         | Antonela Fortuna   | Argentina       |